# Thelymitra colensoi
Thelymitra colensoi är en orkidéart som beskrevs av Joseph Dalton Hooker.
Thelymitra colensoi ingår i släktet Thelymitra och familjen orkidéer. Inga underarter finns listade i Catalogue of Life.